# Chrysopodes (Chrysopodes) nigropictus
Chrysopodes (Chrysopodes) nigropictus is een insect uit de familie van de gaasvliegen (Chrysopidae), die tot de orde netvleugeligen (Neuroptera) behoort. 
Chrysopodes (Chrysopodes) nigropictus is voor het eerst wetenschappelijk beschreven door de Freitas & Penny in 2001.